# Nolana pterocarpa
Nolana pterocarpa är en potatisväxtart som beskrevs av Rodolfo Amando Philippi och Richard von Wettstein. Nolana pterocarpa ingår i släktet cymbalblommor, och familjen potatisväxter. Inga underarter finns listade i Catalogue of Life.